# 8814 Rosseven
8814 Rosseven eller 1983 XG är en asteroid i huvudbältet som upptäcktes den 1 december 1983 av den amerikanske astronomen Edward L.G. Bowell vid Anderson Mesa Station. Den är uppkallad efter William Brendan Parsons.
Asteroiden har en diameter på ungefär 17 kilometer och den tillhör asteroidgruppen Hygiea.